# Pterygotrigla
Pterygotrigla es un género de peces de la familia Triglidae, del orden Scorpaeniformes. Este género marino fue descrito científicamente en 1899 por Edgar Ravenswood Waite.

## Especies
Especies reconocidas del género:
- Pterygotrigla amaokai Richards, Yato & Last, 2003
- Pterygotrigla andertoni Waite, 1910
- Pterygotrigla arabica Boulenger, 1888
- Pterygotrigla cajorarori Richards & Yato, 2012[2]
- Pterygotrigla draiggoch Richards, Yato & Last, 2003
- Pterygotrigla elicryste Richards, Yato & Last, 2003
- Pterygotrigla gomoni Last & Richards, 2012[3]
- Pterygotrigla guezei Fourmanoir, 1963
- Pterygotrigla hafizi Richards, Yato & Last, 2003
- Pterygotrigla hemisticta Temminck & Schlegel, 1843
- Pterygotrigla hoplites Fowler, 1938
- Pterygotrigla jacad Richards & Yato, 2014[4]
- Pterygotrigla leptacanthus Günther, 1880
- Pterygotrigla macrolepidota Kamohara, 1938
- Pterygotrigla macrorhynchus Kamohara, 1936
- Pterygotrigla megalops Fowler, 1938
- Pterygotrigla multiocellata Matsubara, 1937
- Pterygotrigla multipunctata Yatou & Yamakawa, 1983
- Pterygotrigla pauli Hardy, 1982
- Pterygotrigla picta Günther, 1880
- Pterygotrigla polyommata J. Richardson, 1839
- Pterygotrigla robertsi del Cerro & Lloris, 1997
- Pterygotrigla ryukyuensis Matsubara & Hiyama, 1932
- Pterygotrigla saumarez Last & J. Richards, 2012[3]
- Pterygotrigla soela Richards, Yato & Last, 2003
- Pterygotrigla spirai Golani & Baranes, 1997
- Pterygotrigla tagala Herre & Kauffman, 1952
- Pterygotrigla urashimai Richards, Yato & Last, 2003